# The Fatal Glass of Beer
The Fatal Glass of Beer (também conhecido como The Deadly Glass of Beer) é um curta-metragem mudo norte-americano de 1916, do gênero comédia, dirigido por Tod Browning.

## Elenco
- Jack Brammall – John
- Elmo Lincoln
- Tully Marshall – Cousin Henry
- Teddy Sampson – Nell